# Eugene Bogomolny
Eugene B. Bogomolny, ist ein russischer, in Frankreich lebender mathematischer Physiker, der sich insbesondere mit Quantenchaos und dessen Anwendungen in der Zahlentheorie (auch im Umfeld der Riemannschen Vermutung) befasst.

## Leben
Er ist am Labor für Theoretische Physik und Statistische Modelle (LPTMS) der Universität Paris-Süd.
Nach ihm, Manoj Prasad und Charles Sommerfield ist die BPS-Schranke in der Solitonentheorie benannt (mit Anwendungen in supersymmetrischen Feldtheorien). Alle drei Autoren beschrieben 1975 magnetische Monopole (für nichtabelsche Eichgruppen) der Ladung 1 als Lösung der später so genannten Bogomolny-Gleichungen.
1998 war er Invited Speaker auf dem Internationalen Mathematikerkongress in Berlin (Spectral Statistics).

## Schriften
- Riemann zeta function and quantum chaos. In: Progr. Theor. Phys., Suppl., 166, 2007, S. 19–44, arxiv:0708.4223
- Quantum and Arithmetical Chaos, in Pierre Cartier u. a. (Hrsg.): Frontiers in Number Theory, Physics and Geometry. Band 1. Springer Verlag, 2006, arxiv:nlin/0312061
- Spectral statistics and periodic orbits. Enrico Fermi School, Varenna 1999, arxiv:nlin/0011023
- mit Jonathan Keating Gutzwiller’s trace formula and spectral statistics: beyond the diagonal approximation. In: Phys. Rev. Lett., Band 77, 1996, S. 1472–1475
- mit Keating Random matrix theory and the Riemann zeros. In: Nonlinearity, Band 8, 1995, S. 1115–1131, Teil 2, Nonlinearity, Band 9, 1996, S. 911–935
- mit F. Levyvraz, C. Schmit: Distributions of eigenvalues for the modular group. In: Comm. Math. Phys., Band 176, 1996, S. 577–617
- mit B. Georgeot, M. J. Giannoni, C. Schmit: Chaotic billards generated by arithmetic groups. In: Phys. Rev. Lett., Band 69, 1992, S. 1477–1480
- mit B. Georgeot, M.-J.Giannoni, C. Schmit: Arithmetic Chaos. In: Physics Reports, Band 291, 1997, S. 219–324